# Felip Olivelles
Felip Olivelles, o Olivellas en grafia de la seva època, (?, entre 1655 i 1660 – La Bisbal del Penedès, 12 d'agost del 1702) va ser sacerdot, músic i mestre de capella.

## Biografia
Va ser escolà de la catedral de Barcelona; l'any 1667 obtingué la cota grana i en el 1672, canviada la veu, li atorgaren les "rosses". L'any 1677 era mestre de capella de la catedral de Tarragona, possiblement suplint el titular, Isidre Escorihuela.
El 24 de desembre del 1679 va començar a fer de mestre de la Capella del Palau de la Comtessa de Barcelona, i ocupà la plaça fins a jubilar-se -per raons de salut- l'1 de novembre del 1700. En aquest període tingué per deixebles, entre d'altres, els germans Tomàs i Carles Milans i Godayol, futurs músics d'anomenada. El 1682 es presentà a la vacant de mestre de capella de la Seu barcelonina, però la plaça se l'endugué Joan Barter. L'any 1685 li va ser concedit el benifet de Santa Quitèria de la catedral de Barcelona, de presentació dels Requesens. Pels seus mèrits artístics, el 1688 li oferiren la plaça -que rebutjà- de mestre de capella de la catedral de Girona, vacant per la mort del titular, Francesc Soler. Durant els mesos d'agost a octubre del 1699 aparegué com a mestre de la capella de Palau el músic Gabriel Argany, possiblement com a coadjutor d'Olivelles; des de maig del 1701 fins al 1714 ja hi fou el seu successor, Tomàs Milans. S'ha esmentat Olivelles com a mestre de capella de l'església del Pi de Barcelona, però sense dates.
Entre les seves obres com a compositor hi ha misses, villancets, tons, un Stabat Mater que Sant Josep Oriol va demanar que li cantessin en les seves darreres hores, i altres obres de música sacra. Va llegar al Palau els seus papers, amb gran nombre de composicions, i aquestes darreres passaren posteriorment a la Biblioteca de Catalunya; unes altres obres seves són a l'arxiu musical de la catedral de Girona.

## Obres
- A la flor que nace del alma, to a 4 veus
- Alerta, centinelas, to a 3 veus
- Ay, que se anega
- Colores para un retrato, a 4 veus
- Con un cestillo de flores, villancet nadalenc a duo
- Un copo con gusto, villancet a tretze veus amb acompanyament de violins
- Hoy el Ave Maria, villancet a 4 veus
- Hoy que juegan las damas, to a 4 veus
- Missa a 6 veus (conservada a l'arxiu de la catedral de Terrassa)
- Missa (1704), a 9 veus i ministrils (procedent de la col·legiata de Verdú, conservada a la Biblioteca de Catalunya)
- Missa de tiple, al 5º tono (Biblioteca de Catalunya)
- Nadie diga palabra
- O qué dulces finezas, villancet a 13 veus[5]
- Quién será, señores, to a 4 veus
- Salve, per a sis veus i violins
- Stabat Mater, per a veu i arpa
- Vaya de quintillas, villancet a 4 veus
- Zagaleja soy que antaño..., to a 1 veu